# Ronald Drever
Ronald William Prest Drever (26 tháng 10 năm 1931 – 7 tháng 3 năm 2017) là nhà vật lý thực nghiệm người Scotland. Ông là giáo sư danh dự tại Học viện Công nghệ California, đồng sáng lập dự án LIGO, và đồng phát minh ra kỹ thuật Pound-Drever-Hall để ổn định tần số phát ra bởi chùm laser. Kỹ thuật này có đóng góp quan trọng vào phát hiện sóng hấp dẫn phát ra từ hai lỗ đen sáp nhập trong tháng 9 năm 2015.
Drever bắt đầu sự nghiệp tại đại học Glasgow, trước khi được mời về Caltech để tham gia nhóm đo lường sóng hấp dẫn. Ông được bầu vào Viện hàn lâm Khoa học và Nghệ thuật Mỹ năm 2002 và giành các giải thưởng: Giải Einstein cùng với Rainer Weiss vào năm 2007. Năm 2016, sau sự kiện tuyên bố đo được trực tiếp sóng hấp dẫn, ông cùng với Rainer Weiss, Kip Thorne đã nhận các giải thưởng: Giải Đột phá trong Vật lý cơ bản, giải Gruber về Vũ trụ học và giải Shaw.
Cùng với Kip Thorne và các nhà khoa học khác, ông đã thành lập lên nhóm nghiên cứu đo lường sóng hấp dẫn ở Caltech và sau đó nhóm này hợp nhất với nhóm ở Học viện Công nghệ Massachusetts để xây dựng đài quan trắc sóng hấp dẫn LIGO.
Công trình gần đây của Drever bao gồm phát triển bàn cách ly quang học nhằm cản dao động địa chấn đối với các thiết bị thí nghiệm. Ông nghỉ hưu và ở nhà tại Scotland cũng như bị ảnh hưởng của chứng suy giảm trí nhớ.